# Helina floridensis
Helina floridensis este o specie de muște din genul Helina, familia Muscidae, descrisă de John Otterbein Snyder în anul 1949.
Este endemică în Florida. Conform Catalogue of Life specia Helina floridensis nu are subspecii cunoscute.